# Вільянуева-де-Арганьйо
Вільянуева-де-Арганьйо (ісп. Villanueva de Argaño) — муніципалітет в Іспанії, у складі автономної спільноти Кастилія-і-Леон, у провінції Бургос. Населення — 113 осіб (2010).
Муніципалітет розташований на відстані близько 220 км на північ від Мадрида, 20 км на захід від Бургоса.

## Демографія
Динаміка населення (INE ):